# Hugo von Reischach

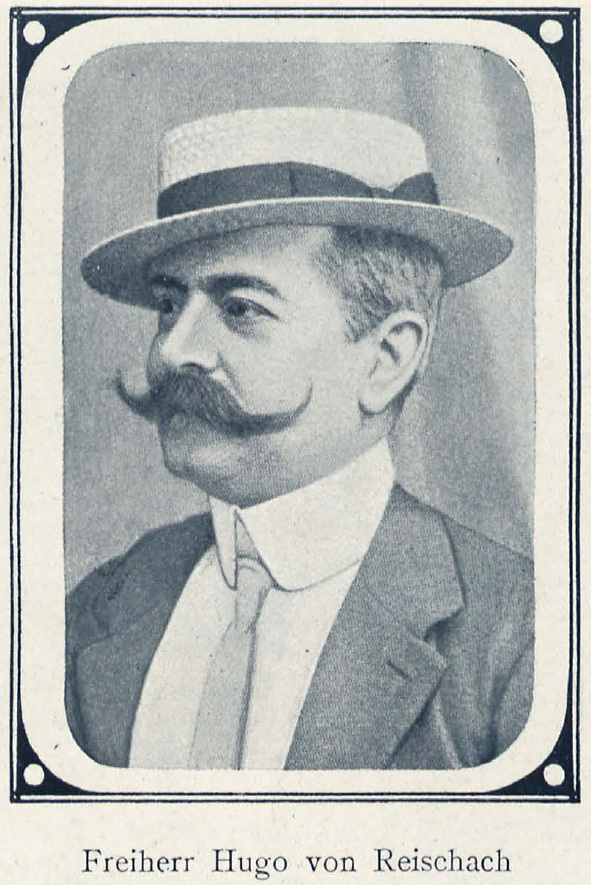

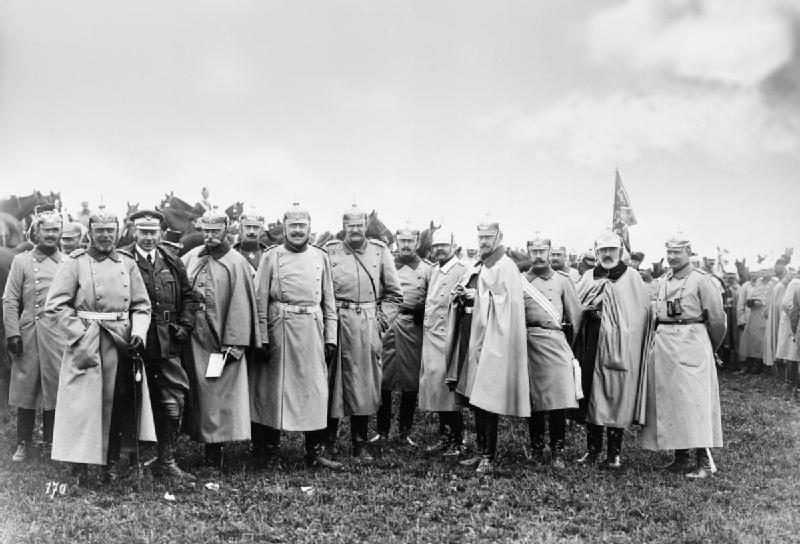
Hugo Freiherr von Reischach (9. Person von links) beim Kaisermanöver 1905

Hugo Freiherr von Reischach (* 1. September 1854 in Frankfurt am Main; † 12. August 1934 in Berlin) war ein preußischer Generalmajor und langjähriger Hofmarschall von Kaiser Wilhelm II.

## Leben
Hugo entstammte dem seit 1191 bezeugten süddeutschen Adelsgeschlecht der Freiherren von Reischach. Er wurde 1854 als Sohn von Hermann Friedrich Albert von Reischach (1826–1876) und dessen Gattin Albertine Friederike Berta, geborene (nicht von Bonin, aber: Bonn) (28. Mär. 1832 Frankfurt, Darmstadt-18. Mär. 1909 Stuttgart) geboren. Er hatte mindestens einen Bruder, den Offizier Hans von Reischach (1859–) (⚭ 1882 Christine Martha Amalia Lilienthal [Berlin 1847–1921 Stuttgart] [⚭ 1° Ludwig Friedrich Fürst zu Sayn-Wittgenstein {1843–1876}, Sohn des kaiserlich-russischer Feldmarschalls Ludwig Adolf Friedrich zu Sayn-Wittgenstein-Sayn]).
Reischach kam 1874 als Einjährig-Freiwilliger zu den Königshusaren nach Bonn, wo er in das Corps Borussia eintrat und den preußischen Prinzen Wilhelm, den späteren Kaiser Wilhelm II., kennenlernte. 1886 durfte er dem nunmehrigen Kaiser Wilhelm II. in Berlin als Haupt einer Delegation der Borussia das schwarz-weiß-schwarze Preußenband überreichen, nachdem dem Kaiser, bis dahin nur IdC, durch eine Sondergenehmigung auch ohne scharfe Mensur die Vollmitgliedschaft im Corps ermöglicht worden war.
In den 1880er Jahren kam Reischach als Hofbeamter an den deutschen Kaiserhof in Berlin unter Wilhelm I. Nach dem Tod von Wilhelm I. amtierte Reischach zeitweise als Hofmarschall der Kaiserin Victoria, der Gattin von Friedrich III. Nach dem Tode Friedrichs III. blieb Reischach im Dienste der „Kaiserin Friedrich“ und war am Erwerb und Ausbau ihres Witwensitzes Schloss Friedrichshof in Kronberg im Taunus entscheidend beteiligt. Im Zuge der Kotze-Affäre wurde er 1895 von Leberecht von Kotze zum Duell gefordert, der bei diesem Duell eine Verwundung davontrug. Denkwürdig war sein Auftritt bei der Rückführung des Leichnams der Kaiserin Friedrich von Kronberg nach Berlin 1901, als er dem am Lehrter Bahnhof versammelten Hof mit Kaiser Wilhelm II. an der Spitze Meldung machte: „Ihre Majestät die Kaiserin und Königin Friedrich“.
Wilhelm II. holte Reischach 1905 in seine Dienste, als er ihm die Nachfolge des Grafen Ernst von Wedel als Oberstallmeister und Leiter des Marstalles übertrug. Der Marstall, in dem alle Pferde für den zeremoniellen und praktischen Reit- und Kutschdienst einschließlich aller Kutschen zusammengefasst waren, stand in einer Krise, die von Stallmeister Paul Plinzner, dem Bereiter der Leibreitpferde des Kaisers, ausgelöst worden war. Dessen Reitweise wurde von vielen Kavallerieoffizieren heftig kritisiert. Graf Wedel aber hielt dessen Arbeit für unverzichtbar, da sie den mit einem behinderten linken Arm reitenden Kaiser verlässliche Pferde lieferte. Reischach setzte sich über diese Bedenken seines Vorgängers hinweg und entfernte Plinzner aus dem Dienst. Stattdessen holte er als Chef des kaiserlichen Reitstalls Rittmeister Max Freiherr von Holzing-Berstett an den Marstall, einen begnadeten und im aufkommenden Turniersport erfolgreichen Dressurreiter, der später international renommierter Dressurrichter sowie erster und bisher einziger deutscher Präsident der Internationalen Reiterlichen Vereinigung (FEI) wurde.
Darüber hinaus besetzte Reischach das Amt des Leiters des Fahrstalles neu und holte den Düsseldorfer Kunstmaler und Leutnant der Reserve Benno Achenbach, einen der besten Viererzugfahrer seiner Zeit, nach Berlin. Obwohl nach preußischen Maßstäben „Zivilist“ und als einzig bürgerlicher in der Leitung des traditionsgeprägten Marstalls von Vorbehalten begleitet, reorganisierte Achenbach das Fahrwesen am Hof nachhaltig, erneuerte Wagen und Geschirre sowie Livreen der Kutscher und Lakaien. Kaiser Wilhelm erhob ihn dafür 1909 in den erblichen Adelsstand. Benno von Achenbach ist noch heute als Vater der deutschen Fahrkunst bekannt.
Höhepunkt in Reischachs Wirken für den Berliner Kaiserhof war die Hochzeit der einzigen Tochter des Kaisers, Prinzessin Viktoria Luise mit Ernst August, Herzog von Braunschweig und Prinz von Hannover, bei dem 1913 der gesamte europäische Hochadel am Vorabend des Ersten Weltkriegs letztmals in familiärer Eintracht zusammenkam. Bei dieser Gelegenheit präsentierte sich der Marstall als dem englischen ebenbürtig.
Kurz vor Kriegsausbruch übernahm Reischach das Amt des Oberhofmarschalls. Während des Ersten Weltkriegs wurde ihm im April 1915 als Generalmajor à la suite die Schwerter zum Kreuz und Stern der Komture des Königlichen Hausorden von Hohenzollern verliehen.
1925 legte Reischach seine Lebenserinnerungen unter dem Titel Unter Drei Kaisern vor, die seinerzeit viel gelesen und unter anderem auch ins Englische übertragen wurden.

## Ehe und Nachkommen
Am 10. Oktober 1887 heiratete Reischach im brandenburgischen Rauden Margarethe Marie Prinzessin zu Hohenlohe von Ratibor und Corvey (* 1863). Aus der Ehe ging der 1888 geborene Sohn Eck Victor Richard Hugo von Reischach († 1963) hervor.

## Schriften
- Unter Drei Kaisern. Berlin 1925.